# Ibane Bowat
Ibane Bowat (Londen, 15 september 2002) is een Schotse voetballer die als verdediger door Fulham wordt verhuurd aan FC Den Bosch.

## Carrière
Ibane Bowat speelde zes jaar in de jeugd van het Engelse Chelsea en vier jaar bij Fulham. In de tussentijd, van 2014 tot en met 2018 deed Bowat aan rugby. Fulham verhuurde hem, met optie tot koop, op 18 januari 2023 aan FC Den Bosch.
Twee dagen later, op 20 januari 2023, maakte hij zijn debuut in de Keuken Kampioen Divisie. Thuis tegen Jong PSV startte Bowat direct in de basis en maakte hij de 90 minuten vol. FC Den Bosch won de wedstrijd met 1-0.

### Interlandcarrière
Bowat maakte op 17 november 2022 zijn debuut voor Schotland O21. In de met 1-2 verloren wedstrijd tegen IJsland O21 startte hij in de basis en werd na 79 minuten vervangen door Robbie Fraser.